# Steffisburg
Steffisburg és un municipi del cantó de Berna (Suïssa), situat al districte de Thun.